# 광역버스
광역버스(廣域Bus)는 일반적으로 대도시하고 그 주변의 위성도시를 연계하기 위하여 장거리를 운행하는 형태의 버스 노선이다. 
간선하고 좌석버스의 중간형태이지만 평균 운행거리가 더 길며, 일반좌석버스에 비해 더욱 고급스러운 차량을 사용한다. 
요금은 도시형보다는 조금 비싸며, 시외버스 보다는 약간 싼 편이다. 
노선 특성상 고속도로를 주행하는 경우도 많다.

## 특성

### 일반적인 광역버스 (직행좌석버스)
2014년 7월 16일부터 광역버스의 입석운행이 금지되었으나 2014년 8월 25일부터 입석운행이 재개되었다. 현재는 금지 상태이다.

#### 서울특별시

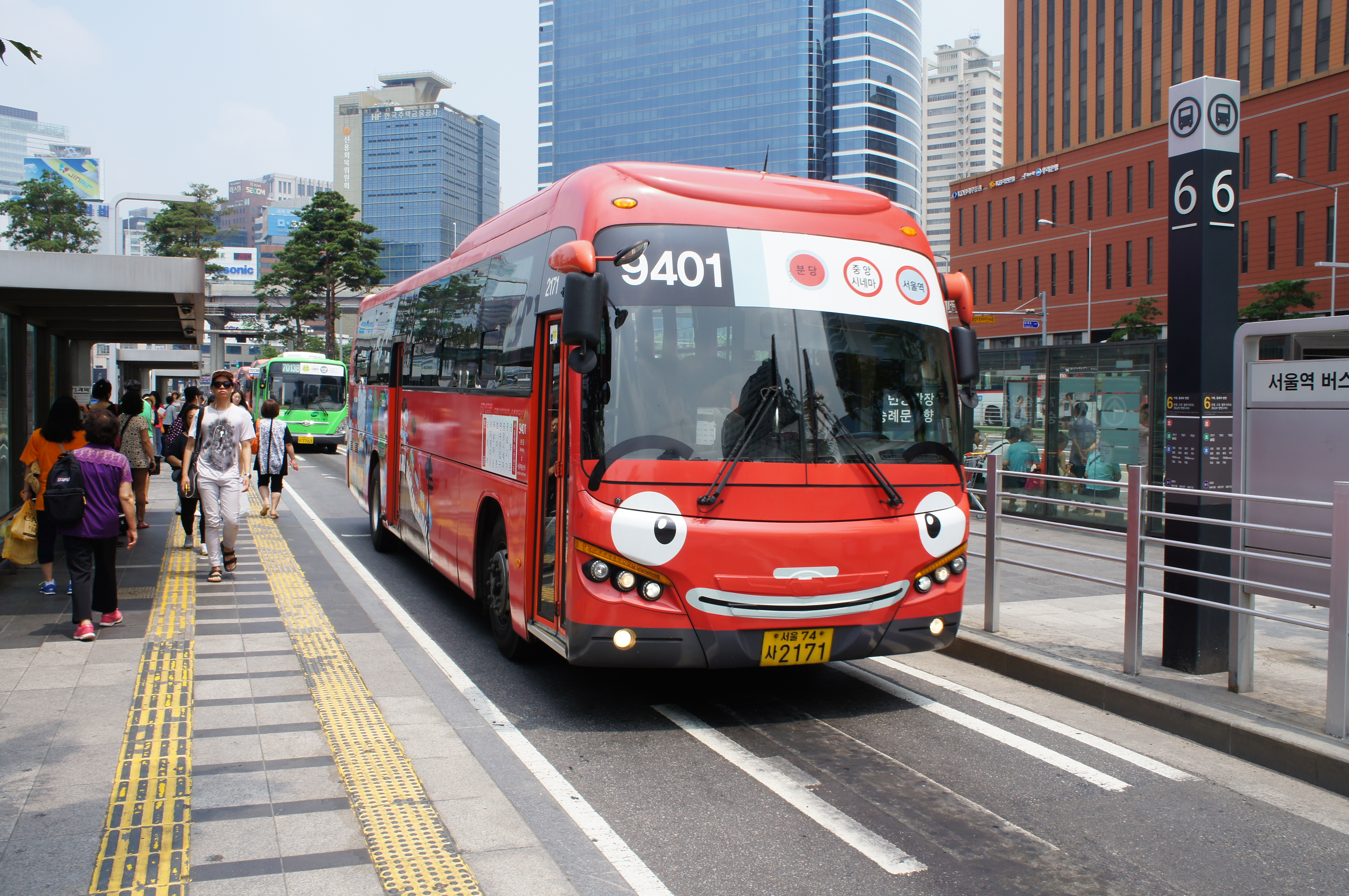
서울특별시의 광역버스

서울하고 인근 수도권 지역 위성 도시 등을 직통으로 연계하며 간선, 지선, 순환버스, 그리고 환승 시스템하고 함께 2004년 7월 1일부터 도입되었으며, 붉은색으로 칠해져 있어 '레드버스'라고도 불린다. 
번호 체계는 네 자릿수(9***)로 이루어져 있으며, 첫 번째는 광역버스 표기 번호(9), 출발지 권역(두 번째), 일련번호(세 번째하고 네 번째)로 구성되어 있어서 번호 체계가 좀 특이하다. 
여러 노선의 형간전환하고 경기도 방면의 노선 이관으로 인해 현재는 4권역(성남시 출발)하고 7권역(파주시, 고양시 출발)만 남아 있다.
- 서울특별시에서 광역버스를 운행하는 회사 : 동성교통, 남성버스, 서울매일버스, 선진운수
- 서울특별시에서 과거 광역버스를 운행했던 회사 : 대원교통, 대원여객, 대성운수, 우신버스, 신길운수, 김포교통, 동해운수, 신수교통, 제일교통

#### 경기도

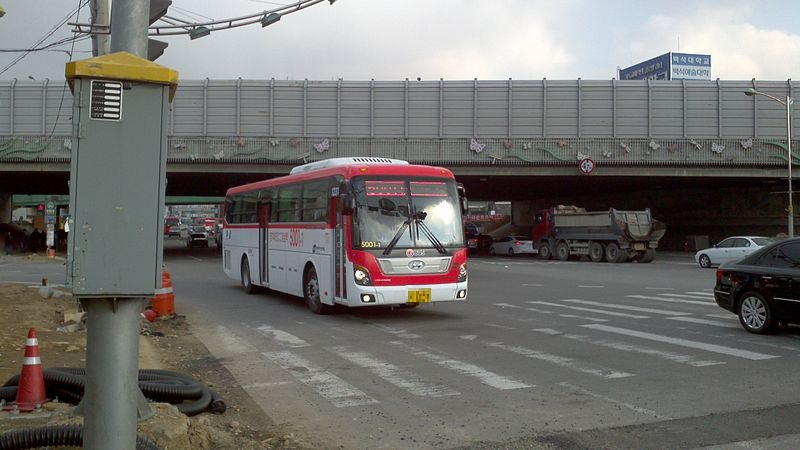
경기도 용인시의 직행좌석버스

붉은색 버스인 직행좌석버스가 있다.  모든 직행좌석버스가 동일 요금제를 채택하고 있다. 경기도는 노선번호에 따로 정해진 규칙은 없으나 주로 세자리~네 자릿수다. 드물게 두 자리수 번호를 사용하는 노선도 있다. (예 - 명성운수 82번 (현 1082번), 경기버스 11번 (구 1001번))
- 경기도에서 직행좌석버스를 운행하는 회사 - 진명여객, 강화운수, 경기고속, 경기버스, 경기운수, 경기여객, 경기상운, 경남여객, 경원여객, 경진여객, 고양교통, 김포운수, 대원고속, 대원버스, 대원운수, 명성운수, 보영운수, 선진시내버스, 삼경운수,  성남시내버스, 성우운수, 시흥교통,  신성여객,  신일여객, 연천교통, 용남고속, 제부여객[2], 가평교통, 평안운수, 포천교통, 태화상운, 화영운수,[3] 화성여객, 평택버스

#### 부산광역시
별도로 광역버스를 분류하지는 않으나 부산 ↔ 거제(2000번) 노선이 광역버스 역할을 한다. 다른 급행버스는 일반좌석버스에 들어가지만 이 노선은 직행좌석버스로 인가를 받았다. 일부노선은 고급차량이 아니라 일반차량이다.

#### 인천광역시
광역버스 역시 기능이 비슷하다. 시내버스 면허로 등록되어 있으므로 광역버스로 분류할 수도 있다.

#### 대전광역시
대전역동광장 ~ 한밭대교 ~ 정부세종청사 ~ 오송역을 연결하는 B1번이 2016년 7월 20일에 개통되었다. 전구간 대전역 ~ 오송역 BRT 전용차선을 이용한다.
대전광역시청 ~ 신세계백화점 ~ 대덕테크노벨리 ~ 한국개발연구원 ~ 세종특별자치시 집현동을 연결하는 1001번이 2023년 8월 18일에 개통되었다.

#### 울산광역시
태화강역 ~ 웅상 ~ 부산 노포역을 연결하는 1137번이 2013년 5월 1일에, 농소 ~ 웅상 ~ 부산 노포역을 연결하는 1127번이 동년 9월 7일에 일반좌석버스에서 직행좌석버스로 전환되어 운행하고 있다.

#### 경상남도

##### 양산시
1000번대 (부산광역시 방면)과 2000번대 (울산광역시 방면)그리고 3000번 (울산역 방면)으로 운영되고 있다. 직행좌석버스라고 불린다.

##### 거제시
2014년 1월 22일부터 운행이 시작되는데, 번호는 2000번대이며, 부산방향 노선이 해당된다. 양산시와 마찬가지로 직행좌석버스라고 불린다.

#### 충청남도

##### 계룡시
2002번이 대전역동광장 ~ 신도안간 대전시내버스 202번과 교차운행하고 있다. 대전광역시와 통합요금제를 시행하고 있으며 버스운행을 대전시내버스 회사 중 하나인 경익운수의 자회사인 경익버스가 운행하고 있으며 버스운행 체계가 사실상 대전시내버스와 통합되어 있으며 202번과 달리 시계외요금이 없다 (전구간 1,600원) 단 도색은 다른 광역버스와 달리 오렌지색으로 기존 붉은색의 대전시내버스의 급행버스와 혼동을 막기 위해서이다.

#### 전라남도

##### 나주시
나주교통의 시내버스 160번이 광역버스의 역할을 하고 있으나 실제로 입석형 버스로 운행한다. 요금은 입석형 버스 요금을 적용하며 시계외 구간요금을 적용한다.또한  영산포-광주전남혁신도시-광주공항 간을 운행하는 1160번이 160번의 지선노선 격으로 운행되고 있어 같은 광역버스 역할을 한다고 볼 수 있다.

##### 담양군
동광고속의 농어촌버스 311번이 광역버스 역할을 하고 있으나 실제로 완행버스인 농어촌버스로 운행한다. 문흥 나들목에서 제2순환로 (광주)를 타고 문흥 분기점에서 담양 나들목까지는 고속도로를 운행하기 때문에 안전벨트를 반드시 착용해야 한다. 입석도 물론 불가능하다. 담양공용버스터미널에서 311번이 만석일 경우 문화동시외버스정류장, 유스퀘어로 가실 분은 반드시 시외버스를 타야 한다. 요금은 시외버스 요금을 적용한다.

##### 여수시
기존의 33번, 61번을 일부시간대에 연장해서 2018년 1월 1일부터 첫 운행하였다. 그 중 330번(33번)은 여수공항을 경유, 율촌에서 순천역까지 연장운행하며 610번(61번)은 웅천지구, 여천역, 여수국가산업단지를 경유, 묘도에서 이순신대교를 건너 광양시청까지 연장운행한다. 요금은 기존 입석형 버스와 동일하다.

##### 순천시
2018년 1월 1일부터 960번을 첫 운행하였다. 제일고에서 여수공항까지는 96번과 동일하다가 덕양역 이후부터 석창사거리, 여수시청까지 운행한다. 요금은 기존 입석형 버스와 동일하지만 96번과는 다르게 추가요금조차 없다.

##### 광양시
2018년 1월 1일부터 270번을 첫 운행하였다. 광양읍 매화아파트를 기점으로 중마동을 경유, 이순신대교를 건너 여수시청까지 운행한다. 요금은 기존 입석형 버스와 동일하지만 추가요금조차 없다.

### 간선급행형직행좌석버스(간선급행버스)

#### 경기도

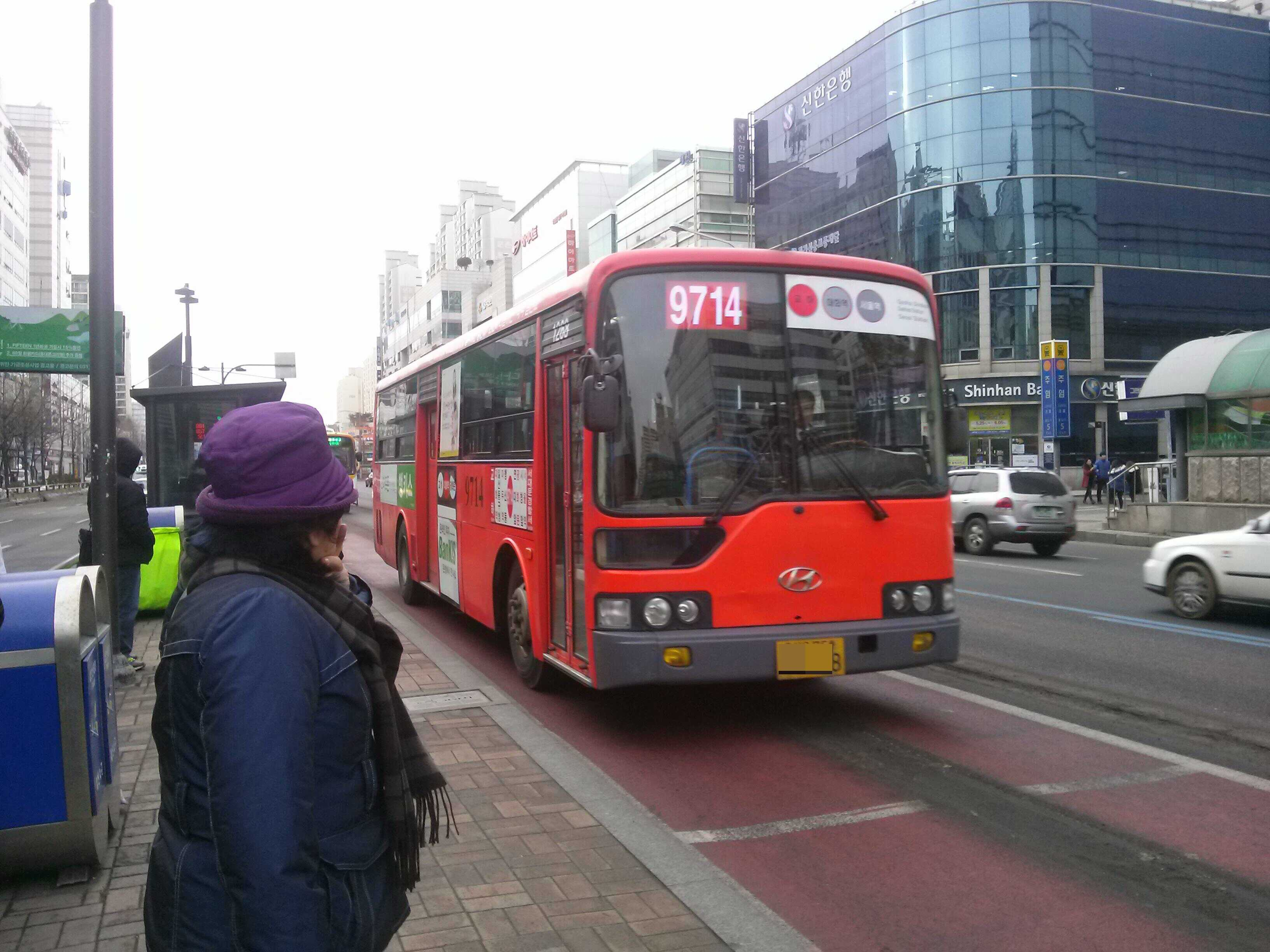
서울특별시의 간선급행버스(현 폐선.9714번)

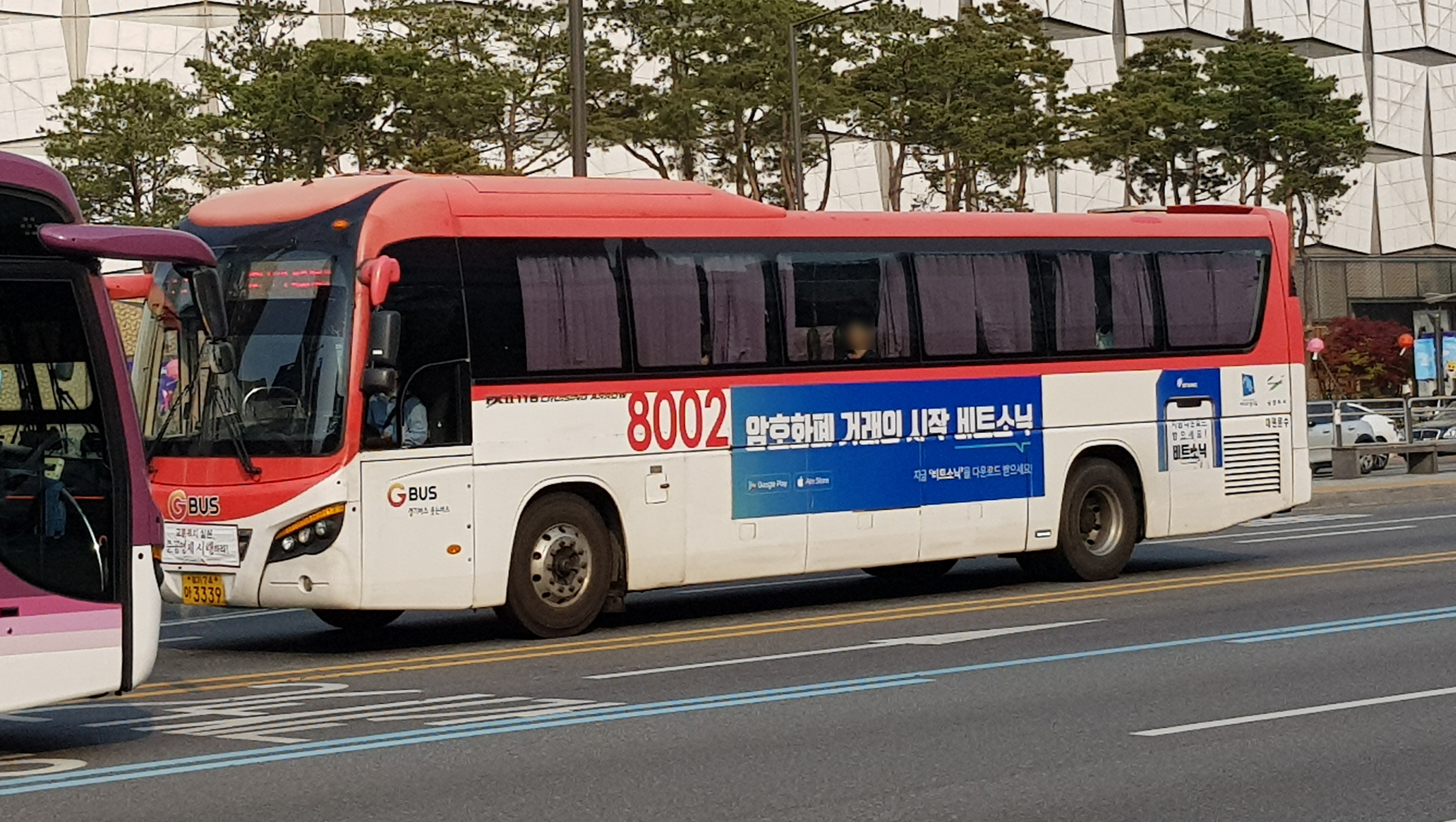
남양주시의 간선급행버스

경기도의 경우 8001번, 8002번, 8005번, 8012번, 8100번, 8501번, 8600번, 8601번, 8800번 (수원) 등 9개 노선 외에도 경기순환버스 8106번, 8109번, 8401번, 8409번, 8906번 등 5개 노선에서 운영중이다. 정류장 수를 대폭 줄여서 이동시간을 단축시켰으며, 중간지역 (성남시 분당구 정자역, 남양주시 화도읍 마석역 등)에서 승차시에도 혼잡도가 낮다는 장점이 있다. 일반적인 직행좌석버스와 같은 외관의 차량을 사용하고, 기존노선 (예 : 9000번)과 전혀 다른 노선 (예 : 8100번)으로 전산등록이 되어 있어 기존노선과 간선급행노선간 환승할인도 가능하다.

서울특별시는 9714번 1개 노선이 있었으나 폐선되었다.

#### 대구광역시
8개 노선이 운영 중이며, 아파트 밀집지역과 중심업무지구, 공단, 관광지 (동화사)를 빠르게 이어주는 역할을 한다. 대구 시내의 외곽 지역과 중심 지역을 빠르게 연결하며, 정류소 개수를 감소시켰다는 특징은 수도권의 간선급행형 직행좌석버스와 유사하다.

#### 인천광역시
간선급행버스가 운영 중이나 요금은 일반 간선버스와 요금이 똑같다. 번호는 900번 단위로 부여받았으며 차량은 좌석버스와 동일한 차량을 사용하며, 별도로 청라국제도시~화곡간의 7700번은 광역버스와 요금이 똑같으며, BRT체제로 운행하고있다.

#### 광주광역시
2003년 6월부터 적용된 좌석버스 도색을 적용하였으며 저상버스는 순환01번, 수완03번, 매월06번, 진월/첨단07번, 09번에 운행중이다. 순환01번, 수완03번, 매월06번, 진월07번, 첨단09번의 요금은 1400원, 좌석02번의 요금은 1800원이며 물론 학생할인이 된다. 2015년 6월부터 좌석버스가 부활함에 따라 좌석02번이 신설과 동시에 고급형 차량인 유니시티를 좌석버스에 투입되었다. 광주광역시에서는 직행좌석버스라는 명칭을 별도로 적용. 좌석02번 전 차량에 잔여좌석표시기가 별도로 부착되어 있기 때문에 빈 자리가 있는지 반드시 확인하면서 타야 한다. 좌석02번에 한정으로 예비차는 물론 없다. 2017년 2월 25일부터 적용되는 노선번호는 순환01번, 좌석02번, 수완03번, 매월06번, 진월07번, 첨단09번이다.

#### 대전광역시
급행버스가 운영되고 있으나, 타 지역과는 달리 시내버스와 같은 요금이므로 광역버스 또는 시내좌석버스로 분류하지 않고, 도시형버스에 간선급행형 버스의 특징을 적용한 사례이다. 노선번호는 한 자릿수이며 1번부터 4번 4개 노선이 운행 중이다.
2016년 7월 20일부터 대전역에서 오송역까지 가는 B1번 간선급행버스가, 2023년 8월 18일 대전광역시청에서 집현동까지 가는 1001번 광역급행버스가 개통되었다.

#### 충청북도

##### 옥천군
2018년 11월 5일 대전광역시와 청산면을 운행하던 시외버스의 폐지로 인한 군민들의 불편을 해소하기 위해 503번과 541번의 간선급행형을 운행하고 있다. 옥천읍내에서 청산면을 빠르게 이어주고 있으며 503번 3회와 541번 4회로 운행하고 있다.

##### 청주시
오송역의 접근성 향상과 청주국제공항의 활성화 차원으로 기존에 시내좌석버스로 운행하던 405번과 도시형버스로 운행하던 747번을 경로 변경 및 간선급행형으로 전환하여 운영하고 있다. 747번의 경우 첫막차 시간대에 터미널을 기점으로 두 개로 나눠서 운행하기도 하는데 이는 747-3번, 747-4번이다. 405번은 2018년 12월 29일을 마지막으로 운행이 중단되었으며 2022년부터 기존에 시내좌석버스로 운행하던 105번과 502번의 일부를 간선급행형으로 추가 전환하였는데 이는 109번, 509번이다.

#### 경상북도

##### 포항시
2020년 7월에 급행버스를 신설된 9000번 포항역에서 시내권(도심환승센터·육거리·죽도시장), 포항제철, 구룡포를 거쳐 호미곶까지 운영한다.

##### 경주시
2023년 11월에 급행버스를 신설된 1200번은 경주역 경주시외버스터미널.금장삼성아파트.강동 거쳐 산대리 우방.현동아파트 까지 운영한다. 1600번은 경주역 이조.입실.(구)모화 거쳐 부영아파트 까지 운영한다.
2024년 3월에 급행버스를 신설된 1100번은 경주역 경주고속버스터미널.불국파출소.어일정류장.감포시장.감포종점 까지 운영한다.
1150번은 경주역 경주고속버스터미널.힐튼호텔.경주월드.불국사.어일시장.지경.양남종점 까지 운영한다.
1300번은 경주역 건천시장.아화정류장.현곡푸르지오 까지 운영한다.

### 광역급행버스

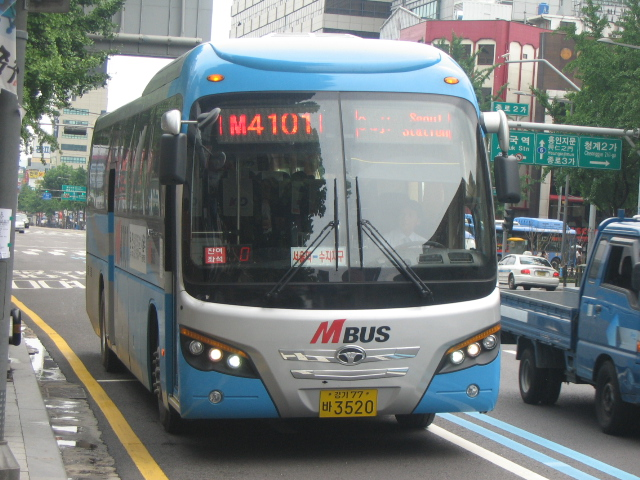
국토교통부의 광역급행버스

좌석 정원제로, 입석승객을 받지 않는다는 특징이 있고, 기존의 직행좌석버스보다 더욱 고급스러운 차량으로 운행한다. 간선급행형 직행좌석버스보다도 정류장 수가 적어서 (편도 최대 12곳) 쾌적한 환경에서 버스이용이 가능하나, 중간정류장 (메타폴리스, 서현역, 백석역 등)에서 승차하기가 쉽지 않다. 국토해양부의 광역급행버스 본문을 참조한다.
기본요금은 개통 후 3개월 동안은 해당 면허 차적의 광역버스, 직행좌석버스운임을 적용하며 3개월 이후에는 기점부 요금 체계(경기도 기점 현금 2500원 카드 2400원, 인천광역시 기점 현금 2900원 카드 2600원)으로 거리비례제를 실시한다.

## 같이 보기
- 광역버스 입석금지 조치